# Geneva European Open 1991
Geneva European Open 1991 — жіночий тенісний турнір, що проходив на відкритих кортах з ґрунтовим покриттям у Женеві (Швейцарія). Належав до турнірів 4-ї категорії в рамках Туру WTA 1991. Відбувсь уп'ятнадцяте і тривав з 20 до 26 травня 1991 року. Друга сіяна Мануела Малєєва-Франьєре здобула титул в одиночному розряді й отримала 27 тис. доларів США.

## Фінальна частина

### Одиночний розряд
Мануела Малєєва-Франьєре —  Гелен Келесі 6–3, 3–6, 6–3
- Для Малеєвої-Франьєре це був 2-й титул в одиночному розряді за рік і 14-й — за кар'єру.

### Парний розряд
Ніколь Провіс /  Елізабет Смайлі —  Каті Каверзасіо /  Мануела Малєєва-Франьєре 6–1, 6–2